# Aqila al-Haschimi
Aqila al-Haschimi (arabisch عقيلة علي حسين الهاشمي, DMG ʿAqīla ʿAlī Ḥusayn al-Hāšimiyy; * 1953; † 25. September 2003 in Bagdad) war eine irakische Politikerin und eine von drei Frauen im irakischen Regierungsrat.

## Leben und Wirken
Unter Saddam Hussein arbeitete al-Haschimi im irakischen Außenministerium. Sie war das einzige Mitglied des irakischen Regimes, das von den USA in den 25-köpfigen Regierungsrat berufen wurde. In unmittelbarer Nähe ihres Hauses im Westen von Bagdad hatten Attentäter aus einem Geländewagen mit Sturmgewehren auf die Politikerin gefeuert. Al-Haschimi erlag ihren schweren Verletzungen.